# Rijn-Hernekanaalschip
Het Rijn-Hernekanaalschip, ook wel Rhein-Herne, is een binnenvaartschip ontworpen voor de maten van het Rijn-Hernekanaal (RHK), maar komt op de meeste grote vaarwegen in Europa voor.
Een Rhein-Herneschip is zo'n 80 meter lang en maximaal 9,50 meter breed. Het kan maximaal zo'n 1350 ton vervoeren bij een maximale diepgang van 2,50 meter. Omstreeks 1938 waren er nog ongeveer 1100 schepen van dit type in de vaart. Door de schaalvergroting in deze sector is het aantal schepen van dit formaat afgenomen, ze zijn verbouwd of uit de vaart genomen.
Het Rijn-Hernekanaal werd in 1914 geopend en telde toen zeven schutsluizen.